# Scaled Agile Framework
Das Scaled Agile Framework (SAFe) ist ein  Framework aus Organisations- und Workflowmustern, die Unternehmen bei der Umsetzung von Lean- und Agile-Praktiken anleiten sollen.

## Geschichte
SAFe wurde 2011 von Dean Leffingwell und Drew Jemilo veröffentlicht, um Unternehmen eine agile Projektmanagementmethode der Softwareentwicklung zu bieten. Neben Large-Scale Scrum (LeSS), Disciplined Agile (DA) von Scott W. Ambler, Nexus von Ken Schwaber und Scrum@Scale von Jeff Sutherland gehört SAFe zu den bekannten und wichtigsten Frameworks, die versuchen, die Probleme anzugehen, die bei Skalierungen von agilen Methoden über ein einzelnes Team hinaus auftreten. 2018 besaß SAFe einen Marktanteil von knapp 40 % und ist damit die aktuell gängigste Skalierungsmethode. Die neuste Version namens SAFe 6 wurde im März 2023 veröffentlicht. Die Mission von SAFe wurde vom Fokus der verbesserten Softwareentwicklung hin zu Agilität in Unternehmen im digitalen Zeitalter erweitert.

## Funktionsweise
SAFe ist eine Wissenssammlung mit strukturierten Leitlinien zu Rollen und Zuständigkeiten, zur Planung und Verwaltung von Aufgaben und zu förderungswürdigen Werten. Es fördert die Abstimmung, Zusammenarbeit und Ausführung über zahlreiche Agile-Teams hinweg. SAFe liefert einen strukturierten Ansatz zur Skalierung von Agile oder Lean. SAFe kann als Framework bezeichnet werden, das Scrum auf einem Gesamtunternehmenslevel einführen soll, sprich skaliert. Zentraler Inhalt von SAFe sind sieben Kernkompetenzen, die Unternehmen helfen sollen, ihre Ziele zu erreichen, Wettbewerbsvorteile zu erhalten, in volatilen Märkten zu bestehen und wechselnden Kundenanforderungen gerecht zu werden.

## Zertifizierung
Die Scaled Agile Inc. mit Sitz in Boulder (Colorado) bietet Personenzertifizierungen für SAFe an. Alle Zertifikate müssen nach einem Jahr re-zertifiziert werden.